# 8792 Christyljohnson
8792 Christyljohnson è un asteroide della fascia principale. Scoperto nel 1978, presenta un'orbita caratterizzata da un semiasse maggiore pari a 2,6726560 au e da un'eccentricità di 0,0930987, inclinata di 4,54639° rispetto all'eclittica.